# Marianna Barbieri-Nini
Marianna Barbieri-Nini (Firenze, 18 febbraio 1818 – Firenze, 27 novembre 1887) è stata un soprano italiano.

## Biografia
Ha studiato canto con Giuditta Pasta e Nicola Vaccai.
L'11 gennaio 1840 è la protagonista in Lucrezia Borgia (opera) con Giulia Grisi, Giovanni Matteo De Candia ed Antonio Tamburini al Teatro alla Scala di Milano cantata anche in ottobre con lo stesso cast al Théâtre des Italiens di Parigi.
Nel 1844 è Lucrezia Contarini nella prima assoluta di I due Foscari con Achille De Bassini al Teatro Argentina di Roma ed Elvira in Ernani con Felice Varesi al Teatro Ducale di Parma.
Nel 1845 a Parma è Lucia di Lammermoor con Varesi e la protagonista di Caterina Cornaro (opera) con Varesi ed al Teatro La Fenice di Venezia Lucrezia in Lucrezia Borgia e Luisa Strozzi nella prima assoluta di Lorenzino de' Medici di Giovanni Pacini.
Nel 1846 a Parma è Odabella in Attila con Antonio Poggi.
Nel 1847 è Lady Macbeth nella prima assoluta di Macbeth con Varesi al Teatro della Pergola di Firenze e la protagonista della prima assoluta di Merope di Pacini con Gaetano Fraschini al Teatro San Carlo di Napoli.
Nel 1848 a Napoli è Lucrezia Borgia con Fraschini e Fenena in Nabucco con Marietta Brambilla ed al Teatro Grande di Trieste Gulnara nella prima assoluta di Il corsaro con Fraschini e De Bassini.
Nel 1849 al Teatro Regio di Torino è Lucrezia Borgia con Fraschini.
Nel 1850 a Torino è Paolina in Poliuto con Fraschini e Lady in Macbeth ed al Teatro Comunale di Bologna Lady in Macbeth diretta dal compositore e Luisa Miller diretta da Verdi, Teresa nella prima assoluta di Mazeppa di Fabio Campana e Lucrezia Borgia.
Nel 1853 a Torino è Beatrice in Buondelmonte di Pacini ed Anaide in Moïse et Pharaon.
Nel 1854 a Venezia è Bice in Marco Visconti di Errico Petrella con Carlo Negrini.
Nel 1855 a Venezia è Lucrezia Contarini ne I due Foscari, Leila nella prima assoluta di L'ebreo con Negrini, Lady in Macbeth e Paolina in Poliuto con Negrini.
Nel 1856 alla Scala è Giovanna-Elena in Giovanna di Guzman (I vespri siciliani) con Leone Giraldoni e Lodovico Graziani.